# Pazderna
Pazderna (en allemand : Pasdierna) est une commune du district de Frýdek-Místek, dans la région de Moravie-Silésie, en République tchèque. Sa population s'élevait à 325 habitants en 2021.

## Géographie
Pazderna se trouve à 6 km à l'est-nord-est du centre de Frýdek-Místek, à 18 km au sud-est d'Ostrava et à 290 km à l'est-sud-est de Prague.
La commune est limitée par Bruzovice au nord, par Lučina et Horní Domaslavice à l'est, par Nošovice au sud et par Dobrá à l'ouest.

## Histoire
La première mention écrite de la localité date de 1573.

## Transports
Par la route, Pazderna se trouve à 10 km de Frýdek-Místek, à 27 km d'Ostrava et à 370 km de Prague.